# Desiderio González Medina
Desiderio González Medina (Hualqui, 15 de septiembre de 1877-Concepción, 18 de enero de 1949) fue un abogado y político chileno, miembro del Partido Radical (PR). Se desempeñó como Intendente de la provincia de Concepción en dos oportunidades: 1932-1933 y 1939-1942, bajo los gobiernos de los presidentes Arturo Alessandri y Pedro Aguirre Cerda, respectivamente. Fue uno de los fundadores de la Universidad de Concepción, así como de la Lotería homónima.

## Familia y estudios
Nació en la comuna chilena de Hualqui el 15 de septiembre de 1877, hijo de Desiderio González y Ana Rita Medina Rey. Su hermano Elías, de profesión abogado, se dedicó a la política, siendo militante del Partido Conservador y sirviendo como diputado (1921-1924), alcalde (1932) y regidor (1935) de Valparaíso. Realizó sus estudios primarios en Seminario Conciliar de Concepción y los secundarios en el Liceo de Hombres de la misma comuna. Continuó los superiores en el Curso Fiscal de Leyes del mismo establecimiento (actual Universidad de Concepción), titulándose como abogado.
Se casó con Magdalena Ginouvés Cuevas, con quien tuvo tres hijos: Ignacio (quien fuera rector de la Universidad de Concepción), Daniel Eduardo y Ana Rita.

## Masonería y creación de la Universidad de Concepción
Por medio de su militancia radical, se incorporó a la masonería penquista, llegando a ser elegido por sus pares como venerable maestro en 1919 de la "Respetable Logia Paz y Concordia n° 13".
En dicho año, además, participó —con miembros de la masonería— en las gestiones de creación de la Universidad de Concepción, sirviendo en la comisión de Finanzas como miembro del comité originado para aquello. Por otro lado, junto con el jurista Luis David Cruz Ocampo generaron una serie de proyectos conducentes a la obtención de recursos para la universidad, como lo fue la Lotería de Concepción, institución que desde entonces aporta al desarrollo de ese establecimiento de educación superior y también a instituciones de beneficencia. Asumió la gerencia de la universidad desde su creación hasta 1949.
Por otra parte, fue partícipe de diversas sociedades e instituciones de Concepción, como socio y fundador, entre las cuales se encuentran: la Junta de Beneficencia de Concepción, la Sociedad de Estudiantes Pobres, la Sociedad de Instrucción Primaria, la Sociedad Vitivinícola del Sur (siendo su director), la Sociedad de Agricultura y la Junta de Caminos.

## Carrera política
Militante del Partido Radical (PR), en las elecciones municipales de 1915, postuló como candidato a regidor de la Municipalidad de Concepción, resultando electo para el período 1915-1918 y luego reelecto para el período 1918-1921. Más adelante, el 31 de octubre de 1932, fue nombrado por el vicepresidente Abraham Oyanedel Urrutia como intendente de la provincia de Concepción (y ratificado en diciembre de ese año por el presidente liberal Arturo Alessandri), renunciando al puesto el 7 de febrero de 1933. De la misma manera, en las elecciones municipales de 1935 volvió a ser electo como regidor por Concepción, para el período 1935-1938.
Seguidamente, durante la administración del radical Pedro Aguirre Cerda, el 3 de febrero de 1939, fue nuevamente nombrado como intendente de la provincia de Concepción, asumiendo en calidad de subrogante y desde el 20 de marzo en calidad de titular. En el ejercicio de sus funciones, le correspondió enfrentar las consecuencias dejadas por el terremoto de Chillán de 1939 y la reconstrucción de la zona. Fue ratificado en el cargo gubernamental el 31 de enero de 1942, presentando su renuncia el 4 de abril de ese año, la cual fue rechazada. El 22 de julio, presentó otra vez su renuncia al puesto, siendo aceptada en esa ocasión.
Más tarde, actuó durante tres periodos seguidos como regidor de la Municipalidad de Hualqui. Falleció en Concepción el 18 de enero de 1949, a los 71 años. A modo de homenaje, la Universidad de Concepción creó el «Premio Desiderio González Medina», el cual es otorgado anualmente a la mejor tesis o trabajo presentado por los alumnos de los últimos cursos de cualquiera de las facultades universitarias sobre el tema "Ética Profesional". Asimismo, una calle en Concepción lleva su nombre.